# Boris Onișcenko
Boris Onișcenko (n. 19 septembrie 1937, Berezneakî, Raionul Horol, Regiunea Poltava, Ucraina) este un sportiv ce a reprezentat Uniunea Republicilor Sovietice Socialiste, medaliat olimpic. A participat la 3 ediții ale Jocurilor Olimpice (1968, 1972, 1976) în care a câștigat două medalii de argint.